# Halmstads Teater
Halmstads Teater är en teaterscen i Halmstad med drygt 900 åskådarplatser, konsertsalen Figarosalen samt restaurang och konferensanläggning. Halmstads Teaters byggnad delades tidigare med Halmstads Folkets hus.

## Historik
Teatern invigdes i november 1954 med August Strindbergs "Dödsdansen", i regi av Karin Kavli och med ett flertal välkända skådespelare. Planer på ett teaterbygge hade funnits sedan lång tid, men inte förverkligats. Teatern hade sedan 1866 varit inhyst i Hotell Mårtensson på Storgatan, där resande teatersällskap framträdde. 
År 2010 genomgick scenhuset en större renovering och teatern stod tom i 15 månader. Till teatern räknas också Figarosalen, som även den fått en ordentlig renovering under 2012.
Teatern består av fyra scener: Stora scenen, Figarosalen, Festsalen och Foajén. Utöver det finns även tre mötesrum, som är namngivna efter Halmstadgruppen, Esaias Thorén, Erik Olson och Axel Olson
Halmstads Teater är rikt utsmyckad med konst, där många av konstverken är skapade av det kända konstnärskollektivet Halmstadsgruppen. På teatern arrangeras teater, musik, standup, shower med mera, men även möten och konferenser på mellan 10 och 900 deltagare.